# 横手市大雄運動公園野球場
横手市大雄運動公園野球場（よこてしたいゆううんどうこうえんやきゅうじょう）は、秋田県横手市にある野球場である。旧大雄村に所在し、2007年（平成19年）の秋田わか杉国体では軟式野球一般Bの会場となった。

## 施設概要
- 施設面積：12,787m2
- 両翼：95m、中堅：120m
- 内野：土、外野：天然芝
- スコアボード：電光掲示板式
- 収容人員：1,324席（メーンスタンド：812席　内野スタンド：512席）
- 照明設備：なし

## 交通
自動車
秋田自動車道 横手北SICから約5分
秋田自動車道・東北中央自動車道 横手ICから約15分
- 駐車場100台